# الأرض الجديدة القديمة
الأرض الجديدة القديمة ((بالألمانية: Altneuland)؛ (بالعبرية: תֵּל־אָבִיב‏) تل ابيب «تل الربيع». (باليديشية: אַלטנײַלאַנד)) هي رواية طوباوية نشرها مؤسس الصهيونية السياسية تيودور هرتزل عام 1902. تم نشره بعد ست سنوات من كتيب هرتزل السياسي، الدولة اليهودية وتوسع في رؤية هرتسل لعودة اليهود إلى أرض إسرائيل، مما ساعد ألتنولاند على أن يصبح أحد النصوص التأسيسية للصهيونية. تمت ترجمته إلى اليديشية من قبل إسرائيل إيسيدور إلياشيف (ألتنايلاند. وارسو، 1902)، وإلى العبرية بواسطة ناحوم سوكولوف مثل تل أبيب (أيضًا وارسو، 1902)، اسم تم تبنيه بعد ذلك للمدينة التي تأسست حديثًا.

## مقدمة المؤامرة
تحكي الرواية قصة فريدريش لوينبيرج، وهو شاب يهودي من فيينا مفكر، سئم من الانحطاط الأوروبي، وانضم إلى أرستقراطي بروسي أمريكي يُدعى كينجسكورت أثناء تقاعدهم في جزيرة نائية في المحيط الهادئ (تم ذكرها على وجه التحديد على أنها جزء من جزر كوك، بالقرب من راروتونجا) عام 1902. توقفوا في يافا في طريقهم إلى المحيط الهادئ، ووجدوا فلسطين أرضًا متخلفة ومعدمة وذات كثافة سكانية منخفضة، كما بدت لهرتزل في زيارته عام 1898.
قضى لوينبيرج وكينجسكورت السنوات العشرين التالية على الجزيرة، معزولين عن الحضارة. عندما توقفوا في فلسطين في طريق عودتهم إلى أوروبا في عام 1923، اندهشوا لاكتشاف أرض تحولت بشكل جذري. منذ ذلك الحين نشأت منظمة يهودية أطلق عليها رسميًا اسم «المجتمع الجديد» حيث أعاد يهود أوروبا اكتشاف ألتنيولاند الخاصة بهم وإعادة توطينهم، واستعادة مصيرهم في أرض إسرائيل. البلد، الذي يضم قادته بعض المعارف القدامى من فيينا، أصبح الآن مزدهرًا ومكتظًا بالسكان، ويفتخر بصناعة تعاونية مزدهرة تعتمد على أحدث التقنيات، وهي موطن لمجتمع حديث حر وعادل وعالمي. يتمتع العرب بحقوق متساوية تمامًا مع اليهود، مع وجود مهندس عربي بين قادة المجتمع الجديد، ومعظم التجار في البلاد من الأرمن واليونانيين وأعضاء الجماعات العرقية الأخرى. يصل الثنائي في وقت حملة الانتخابات العامة، حيث يؤسس حاخام متعصب برنامجًا سياسيًا يجادل بأن الدولة ملك لليهود حصريًا ويطالب بتجريد المواطنين غير اليهود من حقوقهم في التصويت، ولكن يتم هزيمتهم في النهاية.

## المواضيع الرئيسية
تصور رواية هرتزل رؤيته لتحقيق التحرر القومي اليهودي، كما طرح في كتابه الدولة اليهودية الذي نُشر عام 1896. كلاهما أيديولوجي وطوباوي، يقدم مجتمعًا نموذجيًا يتبنى نموذجًا اجتماعيًا ليبراليًا ومتكافئًا، يشبه مجتمع الرفاهية الحديث. أطلق هرتزل على نموذجه «التبادلية» وهو قائم على اقتصاد مختلط، مع ملكية عامة للأرض والموارد الطبيعية، وتعاونيات زراعية، ورفاهية، بينما يشجع في نفس الوقت ريادة الأعمال الخاصة. رفض هرتزل، باعتباره حداثيًا حقيقيًا، النظام الطبقي الأوروبي، لكنه ظل مخلصًا للتراث الثقافي الأوروبي.
بدلاً من تخيل أن اليهود في ألتنولاند يتحدثون العبرية بشكل أساسي، فإن المجتمع متعدد اللغات. بينما لم تتم مناقشة مسألة اللغة بالتفصيل، يبدو أن اليديشية هي اللغة العامية الرئيسية والألمانية هي اللغة الرئيسية المكتوبة. يتم إعادة إنتاج العادات الأوروبية، مثل الذهاب إلى الأوبرا والاستمتاع بالمسرح. في حين أن القدس هي العاصمة، ومقر البرلمان («الكونغرس») والأكاديمية اليهودية، فإن المركز الصناعي للبلاد هو مدينة حيفا الحديثة.
رأى هرتزل إمكانات خليج حيفا لبناء ميناء حديث للمياه العميقة. كما تصوره هرتسل، «امتدت كل الطريق من عكا إلى جبل الكرمل ما بدا أنه متنزه واحد عظيم».
يتضمن تصوير هرتسل للقدس إعادة بناء هيكل القدس. ومع ذلك، في رأيه، لم يكن الهيكل بحاجة إلى أن يُبنى على الموقع المحدد حيث كان الهيكل القديم والذي يحتله الآن المسجد الأقصى المسلم وقبة الصخرة - الأماكن المقدسة الحساسة للغاية. من خلال تحديد موقع الهيكل في موقع مختلف في القدس، تتجنب الدولة اليهودية التي تصورها هرتزل التوتر الشديد بشأن هذه القضية الذي تعاني منه إسرائيل الفعلية. كما أن العبادة في الهيكل التي تصورها هرتزل لا تتضمن التضحية بالحيوانات، والتي كانت الشكل الرئيسي للعبادة في معبد القدس القديم. بدلاً من ذلك، فإن المعبد المصور في ألتنولاند هو في الأساس مجرد كنيس كبير ومزخرف بشكل خاص، يحمل نفس النوع من الخدمات مثل أي كنيس يهودي آخر.
الدولة المتصورة في الكتاب ليست منخرطة في أي حروب ولا تحتفظ بأي قوات مسلحة. كما هو موضح في الكتاب، حرص المؤسسون على الحصول على موافقة جميع القوى الأوروبية على مشروعهم وعدم التورط في أي تنافس بين القوى. أما بالنسبة لسكان البلاد العرب، فإن الشخصية العربية الوحيدة في الكتاب، رشيد باي، توضح أن العرب لم يروا أي سبب لمعارضة تدفق اليهود، الذين «طوروا البلاد ورفعوا مستوى معيشة الجميع».
كما لوحظ في الفلاش باك مطول بالتفصيل، تمكنت شركة ميثاق صهيونية تسمى «المجتمع الجديد لاستعمار فلسطين» من الحصول على «حقوق الحكم الذاتي في المناطق التي كانت ستستعمرها» مقابل دفع مليوني جنيه إسترليني للحكومة التركية نقدا زائدا خمسين ألف جنيه سنويا وربع صافي أرباحها السنوية. نظرياً، ظلت «السيادة المطلقة» «مقتصرة على السلطان». ومع ذلك، من الناحية العملية، فإن الوصف التفصيلي الكامل الوارد في الكتاب لا يذكر حتى أدنى أثر للإدارة العثمانية أو أي تأثير عثماني في حياة البلاد.
من الواضح أن الامتداد الإقليمي للأرض الجديدة القديمة المتصورة أكبر بكثير من مساحة إسرائيل الفعلية، حتى بما في ذلك احتلالها عام 1967. صور وصيدا في لبنان الحالي من بين مدنها الساحلية. القنيطرة - في الواقع في أقصى نهاية مرتفعات الجولان التي احتلتها إسرائيل في عام 1967، وأعادتها إلى سوريا في عام 1973 - كانت في رؤية هرتسل محطة طريق مزدهرة على خط سكة حديد يمتد إلى الشرق أكثر، ومن الواضح أن «المجتمع الجديد» يسيطر عليه. في إشارة أخرى مذكورة «المدن على طول خط السكة الحديد إلى نهر الفرات - دمشق وتدمر» (هذا الأخير أعيد بناؤه تدمر).
بعد حصولها على الامتياز العام من الحكومة العثمانية، شرعت «الجمعية الجديدة» في شراء الأرض من أصحابها من القطاع الخاص. وكما يظهر في الكتاب فقد تم تخصيص مبلغ 2 مليون جنيه لدفع رواتب أصحاب الأرض. سافر وكيل واحد على الأرض وفي غضون بضعة أشهر حصل على ملكية «المجتمع الجديد» لكامل مساحة الأرض تقريبًا، ومن الواضح أنه لم يواجه أي معارضة ولا رغبة في البيع.

## ميراث

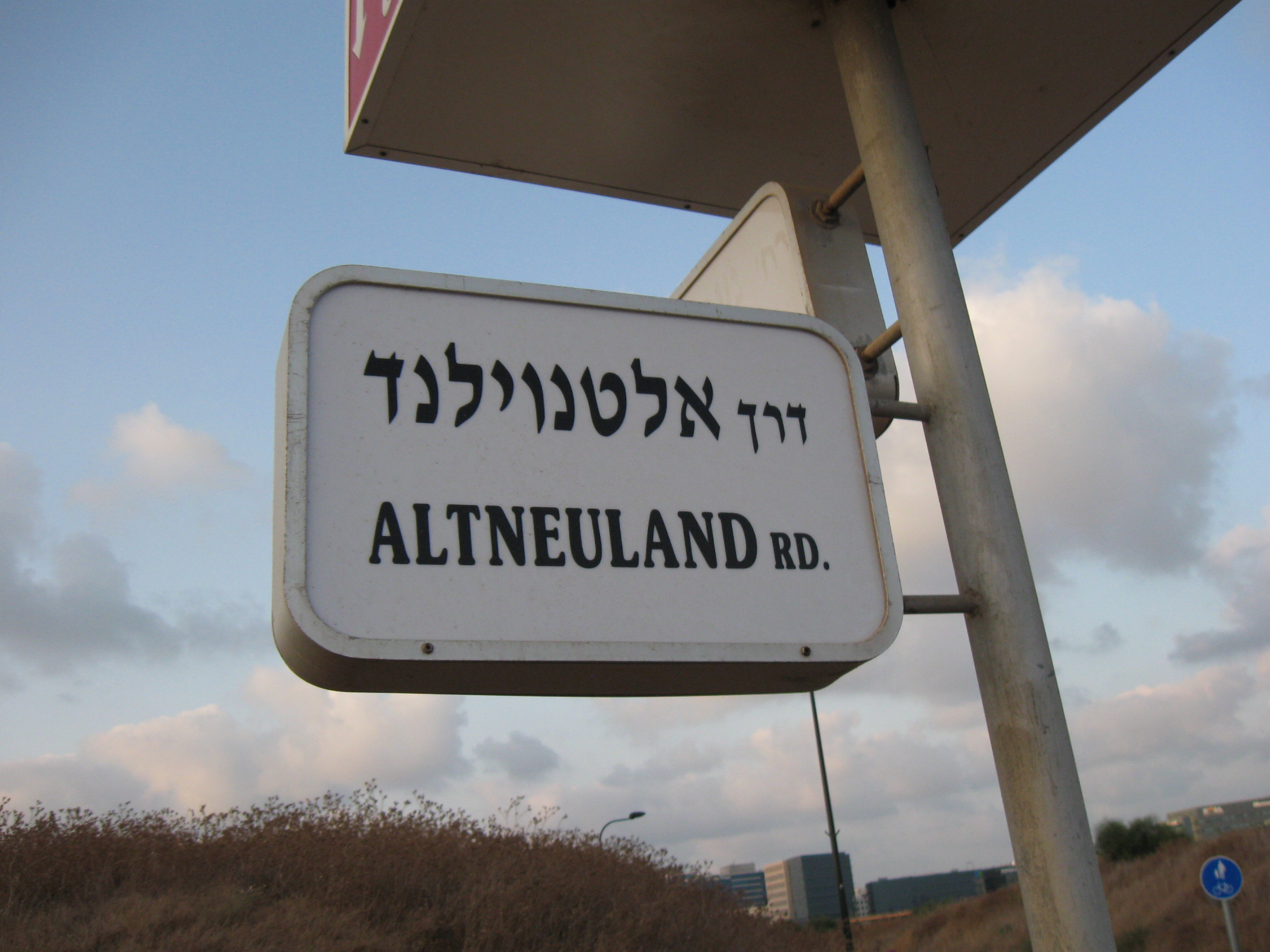
طريق ألتنولاند في هرتسليا

تمت ترجمة الكتاب على الفور إلى العبرية من قبل ناحوم سوكولوف، الذي أطلق عليه العنوان الشعري «تل أبيب»، مستخدمًا تل («التل القديم») لكلمة «قديم» و «ربيع» لكلمة «جديد». يظهر الاسم على هذا النحو في سفر حزقيال، حيث يتم استخدامه لمكان في بابل تم نفي الإسرائيليين إليه (Ezekiel 3:15). تم اختيار العنوان العبري للكتاب كاسم لحي جديد في يافا، تأسس عام 1909 تحت الاسم غير الملهم «احوزات البيت»، مضاء. «هومستيد». الاسم الجديد، تل أبيب، حل محل الاسم الأصلي بعد عام واحد فقط، في عام 1910، وتم استخدامه للمستوطنة الموسعة، التي تضم الآن حيين متجاورين. في نهاية المطاف، أصبحت تل أبيب تُعرف باسم «أول مدينة عبرية [حديثة]» ومركزًا اقتصاديًا وثقافيًا مركزيًا لإسرائيل.
زار صديق هرتزل فيليكس سالتن فلسطين عام 1924 ورأى كيف تحقق حلم هرتزل. في العام التالي، أعطى سالتن كتاب سفره بعنوان «أناس جدد على تربة قديمة»)، ويشير عنوان هذا الكتاب ومحتوياته إلى كتاب هرتزل ألتنولاند.

## تفاصيل المنشور
- 1902، ألمانيا، هيرمان سيمان ناشفولجر، لايبزيغ، مقوى (الطبعة الأولى) (مثل ألتنولاند باللغة الألمانية)
- 1941، الولايات المتحدة، دار بلوخ للنشر، مقوى (ترجمة لوتا ليفينسون)
- 1961، إسرائيل، دار نشر حيفا، غلاف ورقي (مثل ألتنولاند باللغة الألمانية)
- 1987، الولايات المتحدة، منزل عشوائي (ردمك 0-910129-61-4)، غلاف عادي
- 1997، الولايات المتحدة، وينر (ماركوس) للنشر (ردمك 1-55876-160-8)، غلاف عادي

## روابط خارجية
- Altneuland by Theodor Herzl, English translation على موقع واي باك مشين (نسخة محفوظة December 6, 2008)
- Full text translation at Jewish Virtual Library
- Dreaming of Altneuland. The Economist, December 21, 2000.
- The Herzl Museum in Jerusalem